# Medaille für lange Militärdienstzeit
Die Medaille für lange Militärdienstzeit, oder Medaglia di Anzianita, war ein Ehrenzeichen im Herzogtum Lucca. 
Stifter war der Herzog   Carl Ludwig und der Stiftungstermin war der 1. Juni 1833. Als Stiftungsort wurde Wien gewählt. Das Ehrenzeichen war für Offiziere  mit 30-jähriger Dienstzeit eingerichtet worden, die sich aber durch ein Gesuch bewerben mussten.

## Ordensdekoration
Die Ordensdekoration war ein goldenes geradarmiges Tatzenkreuz mit einem Mittelschild, in dem der gekrönte Namenszug C L des Stifters auf dem Avers und im Revers die Zahl 30 in römischen Ziffern „XXX“ für die Dienstzeit waren. Ein breiter Rand der Kreuzarme schloss eine tieferliegende Fläche ein. Am oberen Kreuzarm war die Trageöse befestigt.

## Ordensband und Trageweise
Das Ordensband war hellblau mit gelben Streifen. Die Auszeichnung wurde auf der linken Brustseite getragen.